# Sky (matlagning)
Sky är den vätska som utsöndras ur kött, fisk eller grönsaker vid uppvärmning. Den kan, utspädd med vatten, användas som bas i sås.
En skysås skapas genom att antingen använda stekvätskan vid stekning av råvaror som till exempel stekar eller hel kyckling, vilka sedan kokas ihop till önskat innehåll, eller genom kokning av rostade råvaror som till exempel köttben, lök, rotsaker och kryddor. Vanligt förekommande ingredienser vid kokning av skysås eller fond är: Köttben/ben, lök, morot, palsternacka, purjolök, rotselleri, vitpepparkorn, lagerblad, timjan, persiljestjälkar och tomatpuré.  Skysås eller fond används som bas till många såser, till exempel rödvinssås, andra vinsåser och som smakförstärkare i exempelvis svampsåser.

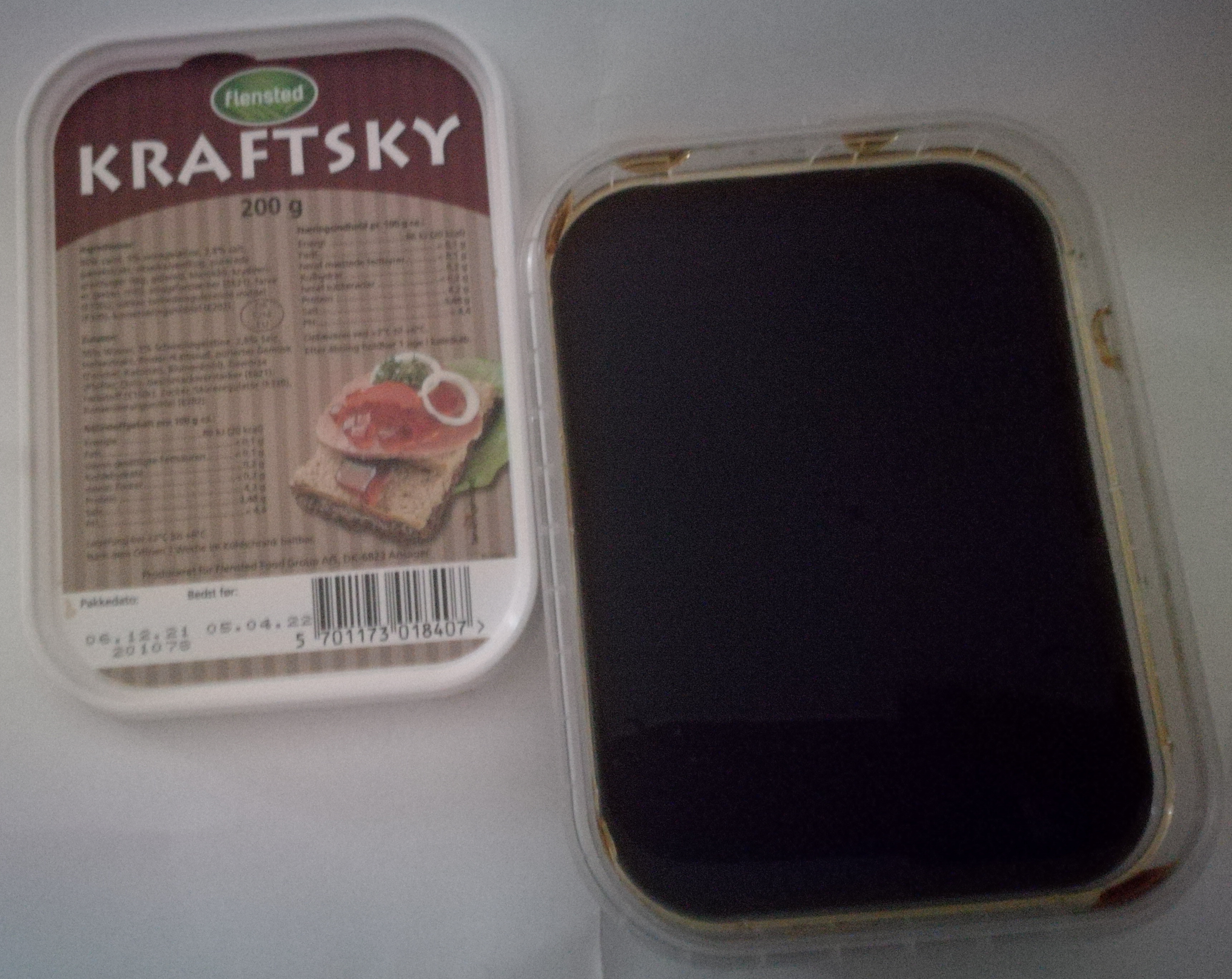
Dansk påläggssky.

På danska kan sky betyda påläggssky, som är en gelatingelé, som skärs i skivor för garnering på smörgåsar (smörrebröd).

## Etymologi
Ordet används sedan 1755 och kommer av franskans jus med samma betydelse. Detta kommer i sin tur från latinets jus som betyder 'spad', 'soppa' (jämför juice).